# Sleep (compositie)
Sleep is een achtstemmige compositie voor dubbel gemengd koor (SSAATTBB) van componist Eric Whitacre.
Op 1 oktober 2000 zong het Austin ProChorus ensemble voor het eerst de door Whitacre gecomponeerde achtstemmige toonzetting van het gedicht Stopping by Woods on a Snowy Evening van Robert Frost. Een jaar later kwam Whitacre erachter dat er auteursrechten rustten op het gedicht en dat de erfgenamen van Frost hier geen afstand van wilden doen. Dit betekende dat het werk niet voor 2038 zou mogen worden uitgevoerd. Hierop gaf Whitacre dichter Charles Anthony Silvestri, met wie hij vaker samenwerkte, de opdracht een nieuwe tekst te schrijven, die aan zou sluiten op het metrum en de expressieve details van het muziekstuk. Silvestri kwam een dag later reeds met het gedicht Sleep, dat was gebaseerd op de laatste stanza uit het gedicht van Frost.
Whitacre heeft aangegeven de tekst van Silvestri te prefereren boven die van Frost en dat hij het stuk op tekst van Frost nooit zal gaan publiceren; zelfs niet na 2038. Sleep is uitgebracht op Whitacres album Light and Gold (Universal Decca, 2010).